# La Piedra Lisa
La Piedra Lisa es un parque localizado en la ciudad de Colima, Colima donde la mayor atracción es un monolito en el que turistas y locales acostumbran deslizarse.

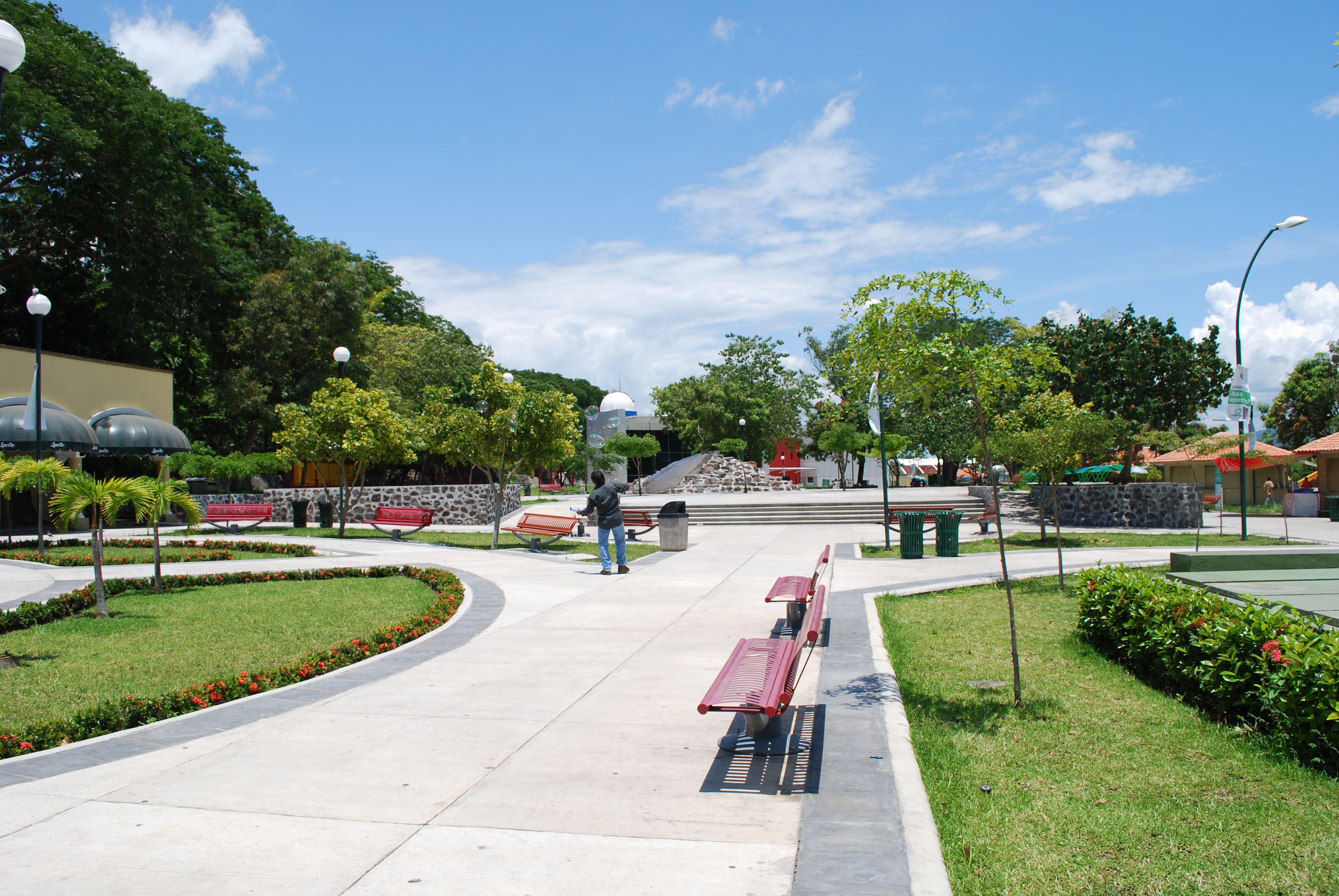
Vista interior

El Complejo Recreativo, Cultural y Deportivo “Piedra Lisa” se divide principalmente en tres ejes que son: el parque infantil piedra lisa, la rotonda de los hombres y las mujeres ilustres, y el museo de la ciencia y la tecnología. 
El parque “piedra lisa”, constituido por islas de juegos -tanto infantiles, como para todas las edades- y kioskos en los que puedes degustar agradables antojitos. Además de contar con áreas verdes con grandes árboles, el parque también ofrece área de rapel, cancha de baloncesto, cancha de fútbol rápido, pista para patinar sobre ruedas y teatro al aire libre, entre otras atracciones. 

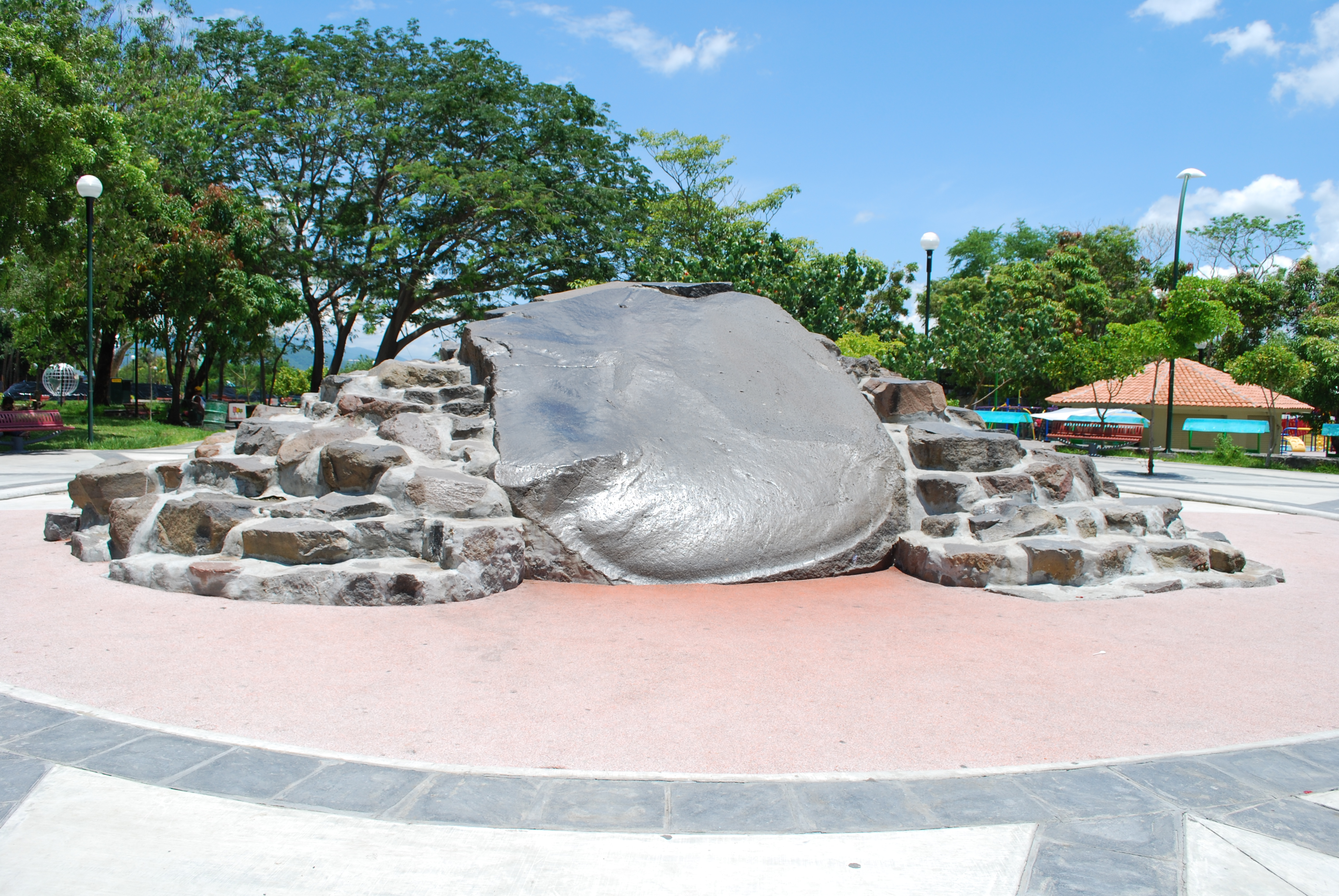
Piedra lisa

Su principal atributo, La roca, mide poco más de 2 metros de altura, posee una escalera rústica compuesta por rocas de tamaño similar y un área lisa inclinada hacía el lado opuesto. Se dice que esta misma fue arrojada por el Volcán de Colima hace miles de años. A través de los años, y a causa del constante deslize en ella, la piedra ha adquirido una textura pulida y brillante, semejante a la de una resbaladilla.

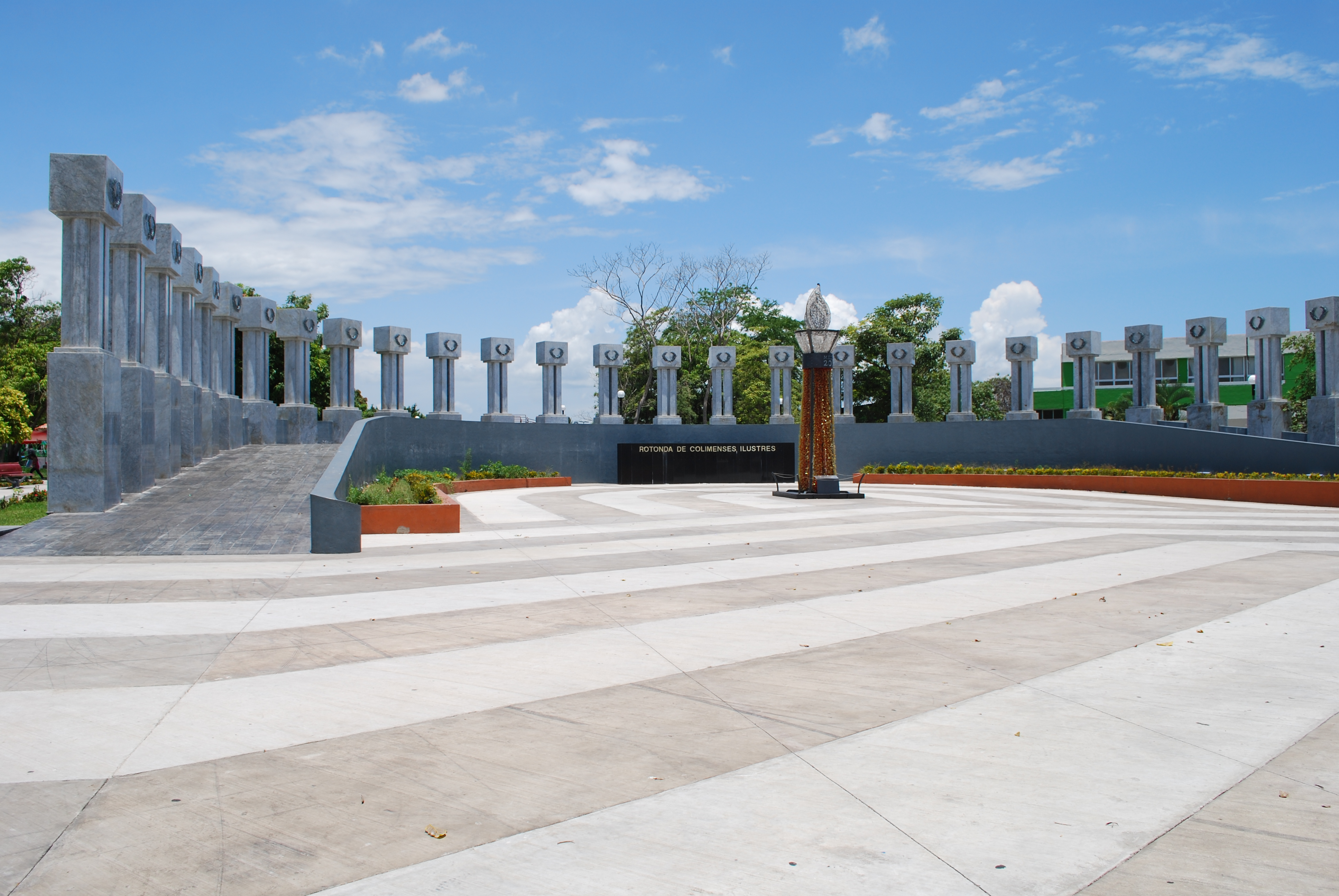
Rotonda de los hombres y las mujeres Colimenses Ilustres

La Rotonda de los hombres y las mujeres Colimenses Ilustres, en la que se encuentran 29 columnas de mármol, integrada por colimenses destacados y con gran trayectoria en la historia de la entidad: el escritor, poeta, traductor y diplomático Balbino Dávalos; el pedagogo, poeta, escritor y creador del método onomatopéyico, Gregorio Torres Quintero, el escritor Felipe Sevilla del Río; y la maestra, poeta, promotora cultural y primera gobernadora del Estado y del país, Griselda Álvarez Ponce de León, quien ocupa la columna central de dicho monumento. 

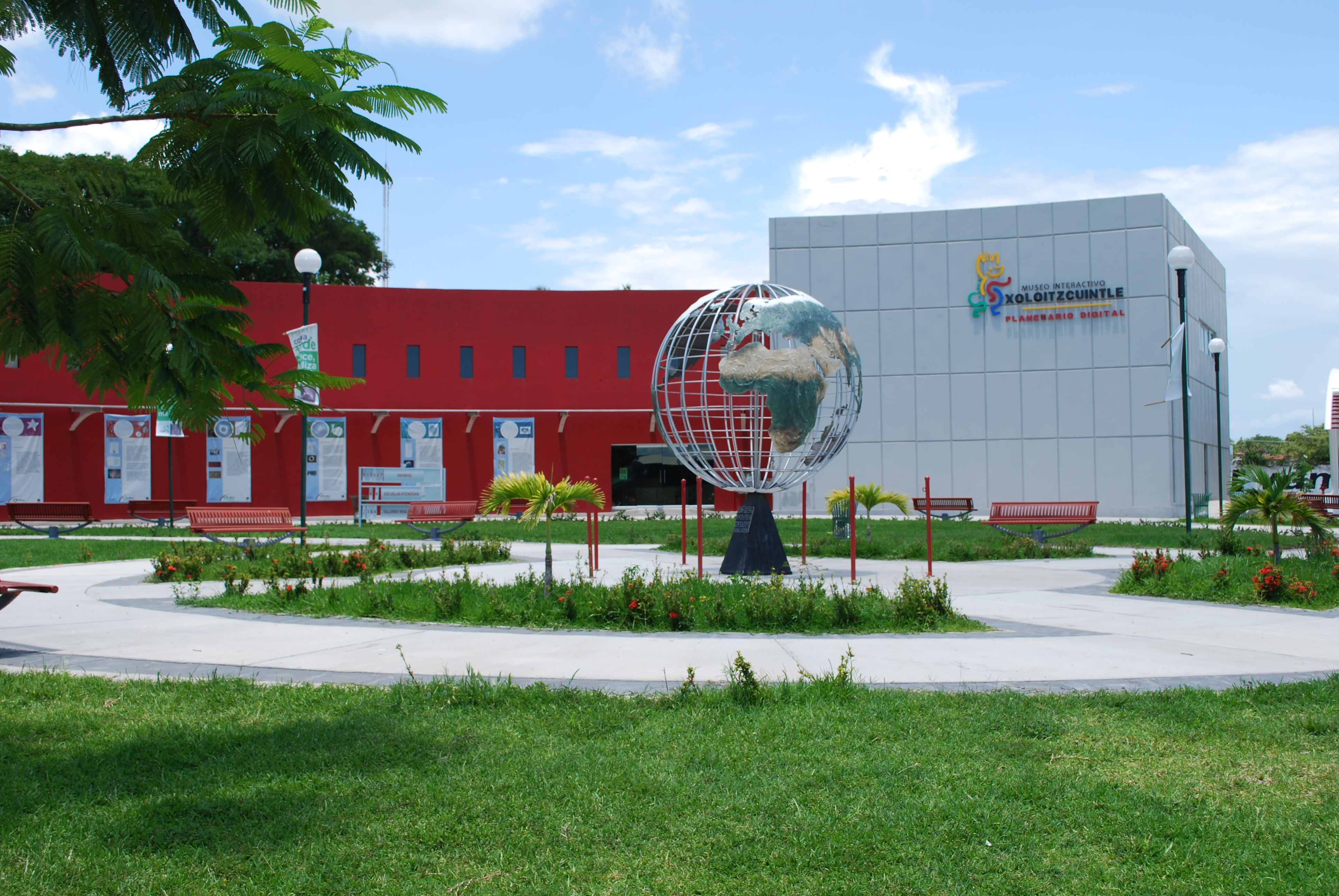
El museo interactivo de la ciencia y la tecnología Xoloescuintle

El museo interactivo de la ciencia y la tecnología Xoloescuintle, que tiene una infraestructura similar a la que tienen otros museos como El Papalote o El Trompo, cuenta también con un planetario. Además, en su área general se localizan sombrillas con conexión a Internet inalámbrico. 
El parque Piedra Lisa se localiza a 10 minutos del centro de la ciudad, tomando la Avenida Camino Real y continuando por la Avenida Pedro A. Galván. Su localización exacta es Calzada Pedro A. Galván y Aldama. 
La Piedra Lisa es una de las mayores atracciones de la ciudad y se ha convertido ya en un símbolo principal del estado de Colima.
La piedra lisa forma parte del alma de la ciudad de Colima, pues según la leyenda, el que resbale sobre la superficie de la piedra lisa se quedará en Colima: si es un turista, continuará regresado, si es una pareja, se quedará contigo.